# Музей ар-деко
Музей Ар Деко — первый в России частный музей собрания предметов в стиле ар деко, созданный по инициативе предпринимателя и мецената Мкртича Окроевича Окрояна. Музей располагается на территории бывшей фармацевтической фабрики Фридриха Байера «Байер и Ко» и впервые открыл свои двери для посетителей 19 декабря 2014 года. Основной целью музея является знакомство русского зрителя с эпохой модерна и ар деко, осуществление выставочной, исследовательской и образовательной деятельности.

## История
Популяризация коллекции среди отечественного зрителя — одна из основных миссий Мкртича Окрояна, что послужило толчком к созданию Русского Дома Ар Деко в комплексе «Времена года» в 2005 году. Спустя пять лет открылась Галерея Ар Деко в здании бывшей красочной фабрики Фридриха Байера на Лужнецкой набережной. Галерея начинает вести активную выставочную и образовательную деятельность: проводятся циклы лекций и семинаров, организуются выставки. Постоянное пополнение коллекции, а также желание вывести деятельность галереи на международный уровень приводят к созданию в 2014 году Музея Ар Деко. В 2015 году Музей Ар Деко вошел в Международный совет музеев при ЮНЕСКО (ICOM).

## Основатель музея
Молодой предприниматель Мкртич Окроян, выпускник математического факультета МГУ, стал первым серьёзным коллекционером в России, сформировавшим обширное собрание произведений предметов ар деко и ар нуво.
Отечественное искусство начала XX века, «Русские Сезоны» Сергея Дягилева пробуждают интерес Мкртича Окроевича к стилю ар деко, имеющему тесную связь с русской культурой. Именно поэтому одним из первых приобретений коллекционера стала скульптура Дмитрия Чипаруса «Русский балет», заложившая основы коллекции и обозначившая направление для её дальнейшего развития.
На протяжении нескольких лет Мкртич Окроян занимается издательской деятельностью с целью сохранения литературного наследия своего отца — известного армянского поэта Окро Окрояна (1939—2003). Был опубликован сборник его стихов «Окро Окроян. Избранные произведения», а также основан фонд поэта. Фонд поддерживает современных писателей, художников и других деятелей культуры.

## О коллекции

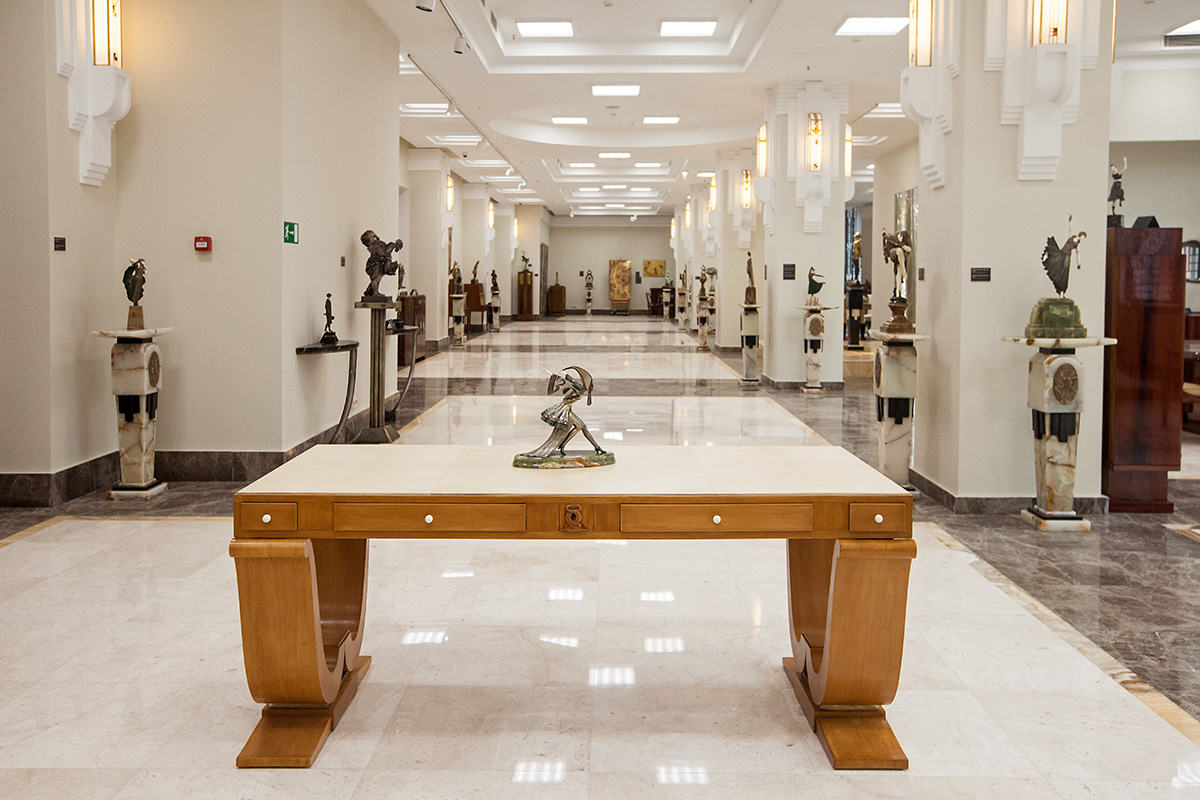
Экспозиция Музея Ар Деко

Коллекция музея формировалась на протяжении более чем 15 лет и в настоящее время является одним из крупнейших собраний предметов ар деко в России. Коллекция включает в себя более 800 произведений скульптуры из бронзы и слоновой кости 1920—1930-х годов, более 500 предметов мебели, а также значительное количество предметов декоративно-прикладного искусства и графики.

## Скульптура

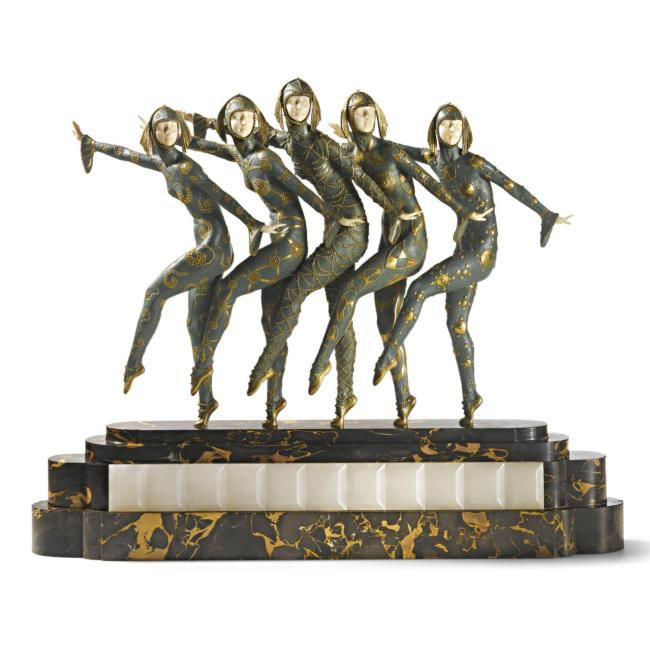
Чипарус Дмитрий (1886—1947). Девушки. Бронза, патинирование, серебрение, слоновая кость, постамент из кварца и мрамора. Высота: 51,5 см

Основу коллекции составляет скульптура Дмитрия Чипаруса, яркого представителя декоративной пластики тех лет. Это практически полное собрание скульптора, в которое также вошла его наиболее известная
работа — композиция Les Girls, запечатлевшая пятерых танцовщиц на сцене мюзик-холла.
Среди других скульпторов ар деко, представленных в коллекции — Бруно Зак, Гердаго (Герда Иро), Фердинанд Прайсс, Поль Филипп, Отто Пёртцель, Пьер Ле Фагои, Клер Колине и др.

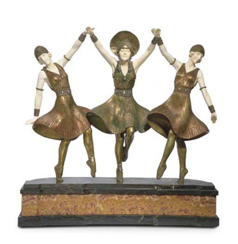
Чипарус Дмитрий (1886—1947). Русский балет. Бронза, золочение, патинирование, слоновая кость, постамент из мрамора и оникса Высота: 61 см

## Предметы интерьера
В начале 2000-х годов коллекция Мкртича Окрояна стала пополняться предметами интерьера ар деко. В собрание вошли произведения выдающихся дизайнеров того времени — Жак-Эмиля Рульмана, Жюля Лелё, Поля Фолло, Луи Сю и Андре Мара. Вкус к простым и чистым формам, эстетическая утонченность, дорогостоящие и редкие материалы, безупречная техника — неотъемлемые черты их работ.

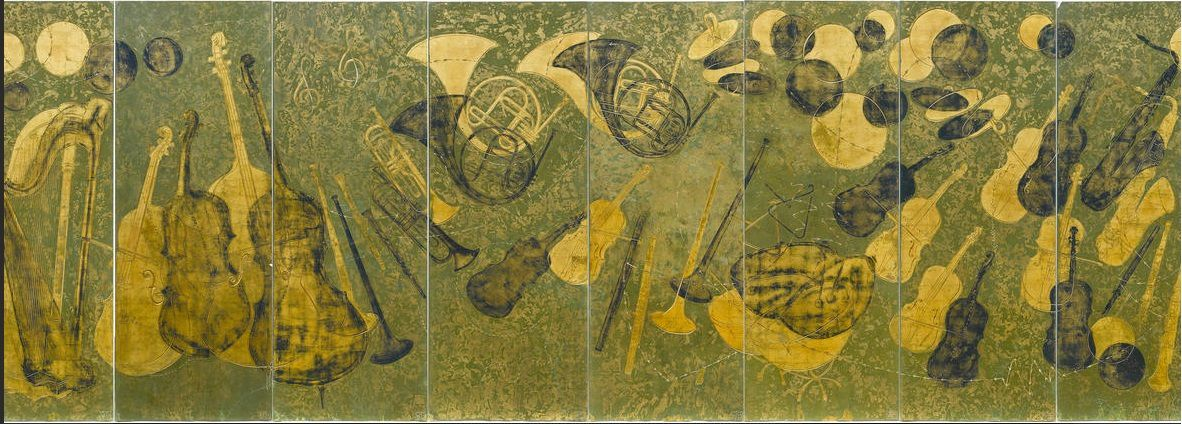
Бобо Пьер (1902—1974). Панно для танцевального зала Roseland в Нью-Йорке Ок.1947 Гипс, смешанная техника

Декоративные панно занимают одно из центральных мест в экспозиции музея. Среди них панно парижского декоратора Пьера Бобо, специально созданное для бального зала Roseland в Нью-Йорке, а также декоративные работы мастера по лаку Жана Дюнана, который участвовал в оформлении интерьеров океанского лайнера «Нормандия».
В собрании музея широко представлено и творчество Эдгара Брандта, ведущего мастера по художественной ковке эпохи ар деко. Освещение залов осуществляется в первую очередь оригинальными светильниками работы Брандта, Поля Кисса, Альбера Шере.

## Мебель ар нуво

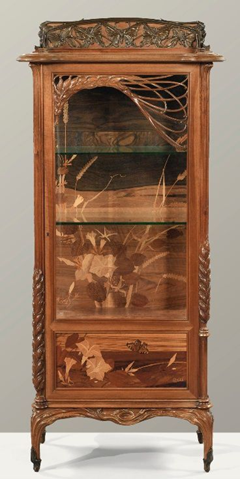
Галле Эмиль (1846—1904) Витрина. Около 1903 г. Шпон, бронза, инкрустация, стекло Размеры: 148,5х67,5х43 см

Один из залов музея представляет работы мастеров французского ар нуво: Эмиля Галле и Луи Мажореля, комплекты мебели для гостиной швейцарского скульптора Карла-Альберта Ангста и Дома Дио. Эмиль Галле и Луи Мажорель, представители школы Нанси, являются ведущими мастерами мебели ар нуво. Особенность их произведений характеризуется использованием в оформлении максимально натуралистичных растительных и животных мотивов и техники маркетри. Коллекция также включает в себя работы известного чешского графика Альфонса Мухи и художественную ковку архитектора Эктора Гимара. Оба художника сыграли значительную роль в формировании стилистических черт ар нуво.

## Научная и выставочная деятельность
На основе коллекции ведется активная научно-исследовательская деятельность, благодаря чему были осуществлены следующие выставочные проекты:
- «Образы ар деко» (Галерея Ар Деко, Москва, 2010). Проект был посвящён творчеству русских художников первой четверти XX столетия, работавших в стилистике ар деко и тесно связанных с художественной жизнью Западной Европы. В рамках выставки состоялся цикл лекций «Прививка варварства: от русских балетов к декоративному стилю».
- «Эрте и золотые 20-е» (Галерея Ар Деко, Москва, 2011—2012). Выставка представила работы непревзойденного мастера голливудского шика Романа Петровича Тыртова, известного миру под псевдонимом Эрте, чье творчество можно смело назвать эталонным воплощением стиля ар деко. Его декоративная скульптура и графические работы были дополнены предметами интерьера и дизайна XX века.
- «Русские сезоны Сергея Дягилева и их влияние на ар деко» (Музей ар нуво и ар деко, Саламанка, 2011) Проект был организован Музеем ар нуво и ар деко и выставочным залом Университета Саламанки при содействии Фонда Мануэля Рамоса в рамках года культурного содружества России и Испании. На выставке были представлены уникальные произведения графики и костюмы, созданные русскими мастерами для постановок балетной труппы С. Дягилева, а также декоративная скульптура из бронзы и слоновой кости из коллекции Мкртича Окрояна.
- «Körperkultur. Культура тела в Германии и СССР, 1910—1930-е» (Галерея Ар Деко, Москва, 2012—2013). Проект, осуществленный в рамках Года Германии в России. Помимо скульптур из личной коллекции Мкртича Окрояна в экспозицию вошли произведения Николая Загрекова, документальные фотографии из немецких журналов и книг о красоте человеческого тела, а также редкие фотографии по биомеханике Мейерхольда из собрания театрального музея им. Бахрушина.

## Публикации

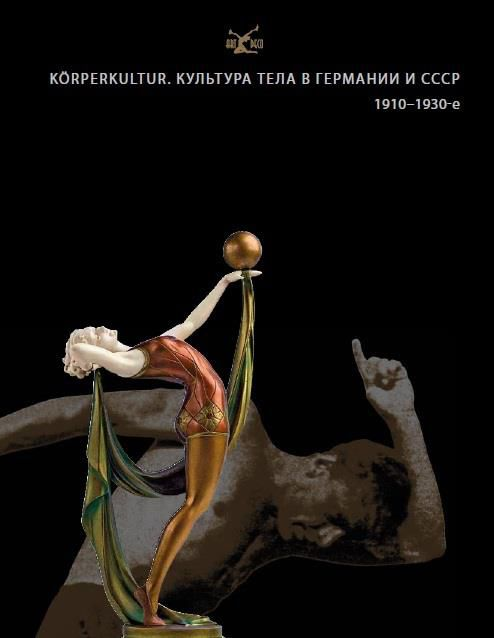
Каталог выставки «Körperkultur. Культура тела в Германии и СССР, 1910—1930-е»

Одновременно с проводимыми выставками были опубликованы каталоги:
- 2008, 2011 — «Скульптура Ар Деко: истоки и расцвет» (на двух языках) под редакцией английского исследователя Виктора Арваса, авторство М. О. Окрояна[8].
- 2013 — «Körperkultur. Культура тела в Германии и СССР, 1910—1930-е»[9].
- 2015 — «Мебель ар нуво. Каталог»[10].